# Karl Madsen
Karl Madsen (eredeti, teljes nevén Carl Johan Wilhelm Madsen) (Koppenhága, 1855. március 22. – Koppenhága, 1938. április 16.) dán festő, művészettörténész, múzeumigazgató. Részt vett a skageni festők csoportjának kialakításában, később is szoros kapcsolatot ápolt velük, a külső körükhöz tartozott.

## Élete és munkássága
Madsen apja, A.P. Madsen kapitány is foglalkozott festészettel, elsősorban állatokat festett. Anyja,  Sophie Madsen született Thorsoe is festő-családból származott, apja és anyai nagyapja is festők voltak, és ő maga ért el sikereket ezen a pályán.
Karl Madsen középfokú tanulmányait a Sorø Académián végezte. 1871-ben Vilhelm Kyhn tanítványa volt, majd a Királyi Dán Művészeti Akadémián folytatta tanulmányait 1872 és 1876 között. 1876-79 között Párizsban az Académie des Beaux-Arts-on tanult, mestere Jean-Léon Gérôme volt. Első kiállítása 1880-ban volt. 1895-től a Statens Museum for Kunst (Állami Művészeti Múzeum) munkatársa, majd 1911-1925 között igazgatója volt.
Madsen nagy figyelemmel követte az európai művészetek fejlődését, és síkraszállt amellett, hogy a dán művészek kövessék ezeket a tendenciákat. Már az 1860-as évek első felében nagy hívévé vált a dán művészet megújulásának, a Det Moderne Gennembrud (modern áttörés) nevű mozgalomnak, aminek vezetője Georg Brandes és Holger Drachmann voltak. 1871-ben Drachmann Skagenbe utazott, a Jylland északi részén fekvő kis halászfaluba, hogy plein air képeket fessen a halászokról. Csaknem vele egy időben látogatott oda Madsen is.

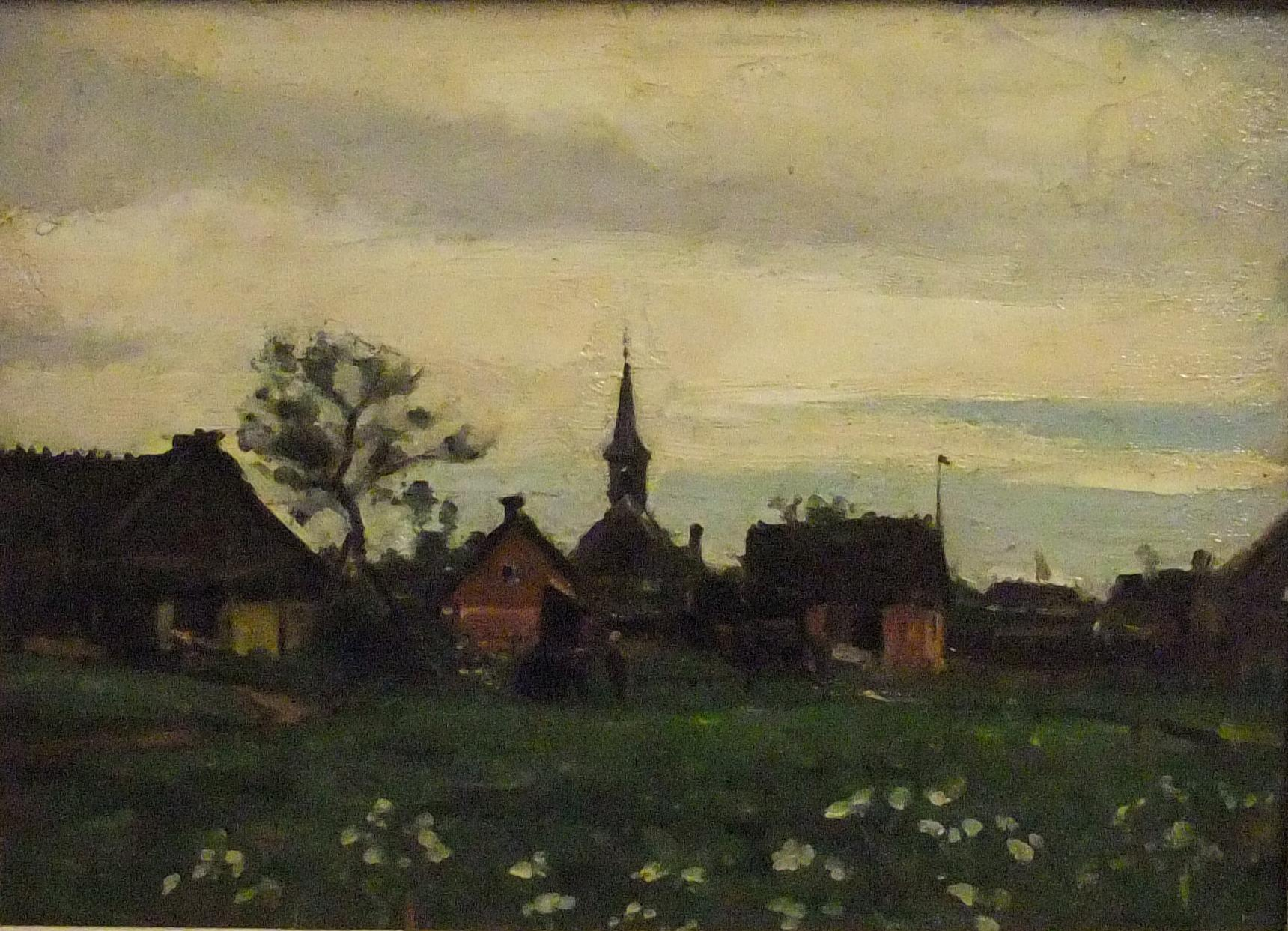
Karl Madsen: Vázlat Hornbæk településről, templommal (1885)

Az akadémián folytatott tanulmányai során találkozott Michael Ancherrel, akit rávett arra, hogy utazzanak Skagenbe 1874 júliusában. Madsen ott festészeti leckéket adott Anna Brøndumnak, a szállodatulajdonos lányának.
Madsen festészete is mutatja, hogy a skageni festők egyik kulcsfigurája volt, bár virtuozitásban, a színei kezelésében elmaradt tőlük. Legérdekesebb képei talán párizsi tartózkodása alatt születtek, amikor a barbizoni iskola és talán Édouard Manet hatása alá került. Képei azonban ekkoriban is túl sötétek, egyhangúak voltak, különösen a az impresszionisták és naturalisták munkáihoz képest.
Madsen saját alkotó festői munkájával fokozatosan felhagyott és teljesen a művészettörténetnek, kritikának szentelte erejét. 1881-ben művészeti kritikusa lett a Dagavisen című lapnak, és gyakran publikált olyan neves lapokban, mint a Politiken és mások. Fokozatosan Dánia egyik legbefolyásosabb művészeti kritikusa lett.
Első jelentős könyve, a Japansk Malerkunst (1885) című kötet nagy szerepet játszott az akkor Európa-szerte divatossá váló ázsiai művészet iránti érdeklődés skandináviai felkeltésében. Művészettörténeti tevékenysége két témára koncentrált: friss szemmel vizsgálta a 19. század első felének dániai művészetét, például Johan Thomas Lundbye-ről szóló monográfiájában (1895), valamint a holland festészet nemzetközi hírű szakértőjévé vált.
Karl Madsen az első festők között volt, akik rendszeressé tették nyári skageni tartózkodásukat. A Statens Museum for Kunst éléről történt visszavonulása után az újonnan létrehozott Skagens Museum igazgatója lett 1928-ban, majd könyvet írt a skageni festők köréről Skagensmalerne. Jelentős könyvgyűjtőként 1888-ban az egyik alapítója volt a Forening for Boghaandværk nevű dán bibliofil egyesületnek. Igazgatósági elnöke volt a Nivaagaards Malerisamling képtárnak, valamint a Skagens Museumnak, egészen haláláig.
Tiszteletbeli doktora volt a lundi egyetemnek, tagja a dán és a svéd művészeti akadémiáknak, tiszteleti tagja az antwerpeni akadémiának valamint a skandináviai múzeumok egyesületének. Levelező tagja volt a holland régészeti társaságnak. Elnyerte a Dannebrog-rend lovagi címét 1909-ben, a rend érdemkeresztjét 1923-ban, majd másodosztályú parancsnoki fokozatát 1925-ben.

## Fontosabb művei
- Japansk Malerkunst, 1885
- Hollandsk Malerkunst, 1891
- Studier fra Sverige, 1892
- Johan Thomas Lundbye, 1895
- Billedkunsten, 1901
- Wilh. Marstrand, 1905
- Viborg Domkirkes Billeder, 1910

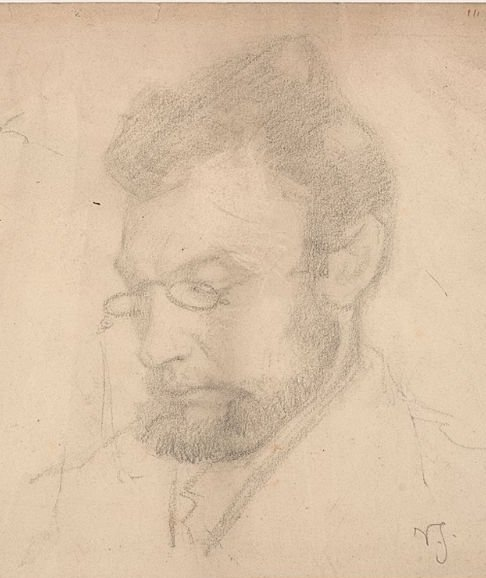
Viggo Johansen: Karl Madsen (1879, ceruza)

- Billeder af Rembrandt og hans Elever i Den kgl. Malerisamling, 1911
- Theodor Philipsen, 1912
- P.C. Skovgaard og hans Sønner, 1918
- J.Th. Lundbyes Dagbogsoptegnelser, 1918
- Illustrationerne til Holbergs Peder Paars, 1919
- Corot, 1920
- Nederlandsk Malerkunst i det 17. Aarhundrede, 1925
- Ring, 1927
- Oversigt over dansk Malerkunst, 1928
- Franske Illustratorer fra det 18. Aarhundrede, 1929
- Skagens Malere og Skagens Museum, 1929

## Fordítás
- Ez a szócikk részben vagy egészben a Karl Madsen című dán Wikipédia-szócikk ezen változatának fordításán alapul.  Az eredeti cikk szerkesztőit annak laptörténete sorolja fel. Ez a jelzés csupán a megfogalmazás eredetét és a szerzői jogokat jelzi, nem szolgál a cikkben szereplő információk forrásmegjelöléseként.
- Ez a szócikk részben vagy egészben a Karl Madsen című angol Wikipédia-szócikk ezen változatának fordításán alapul.  Az eredeti cikk szerkesztőit annak laptörténete sorolja fel. Ez a jelzés csupán a megfogalmazás eredetét és a szerzői jogokat jelzi, nem szolgál a cikkben szereplő információk forrásmegjelöléseként.